# Björn Timmermans
Björn Timmermans (28 januari 1977) is een voormalige Belgische handbalspeler van Sporting Neerpelt en was hoofdtrainer van Sporting Pelt  gedurende 2 seizoenen (2020-2021 en 2021-2022).
In 2004 werd Timmermans landskampioen van België met Sporting Neerpelt.